# Bartlane电缆图像传输系统
Bartlane电缆图像传输系统（英語：Bartlane cable picture transmission system）是一项通过伦敦和纽约之间的海底电缆线传输数字新闻照片的技术。Bartlane系统由哈里·G·巴塞洛缪和梅纳德·D·麦克法兰发明于1920年，因此以他们的名字命名。Bartlane系统于1921年第一次横跨大西洋传送了一张新闻照片。照片可以通过Bartlane系统在三个小时内传输到大西洋对岸。传输的图像最初为5级灰度，在1929年增加到了15级。为了传输更高质量的摄影图像，Bartlane系统于同年开始在接收机上将图像转换到化学媒介上。